# ۹۹ آهنگ
۹۹ آهنگ (به انگلیسی: 99 Songs) فیلمی محصول سال ۲۰۲۱ و به کارگردانی ویشوش کریشنامورتی است. در این فیلم بازیگرانی همچون ایهان بات، ادلیسی وارگاس، مانیشا کویرالا، تانزین دالیا، لیسا ری و کوروش دبو ایفای نقش کرده‌اند.